# Ausländerprogramm der ARD

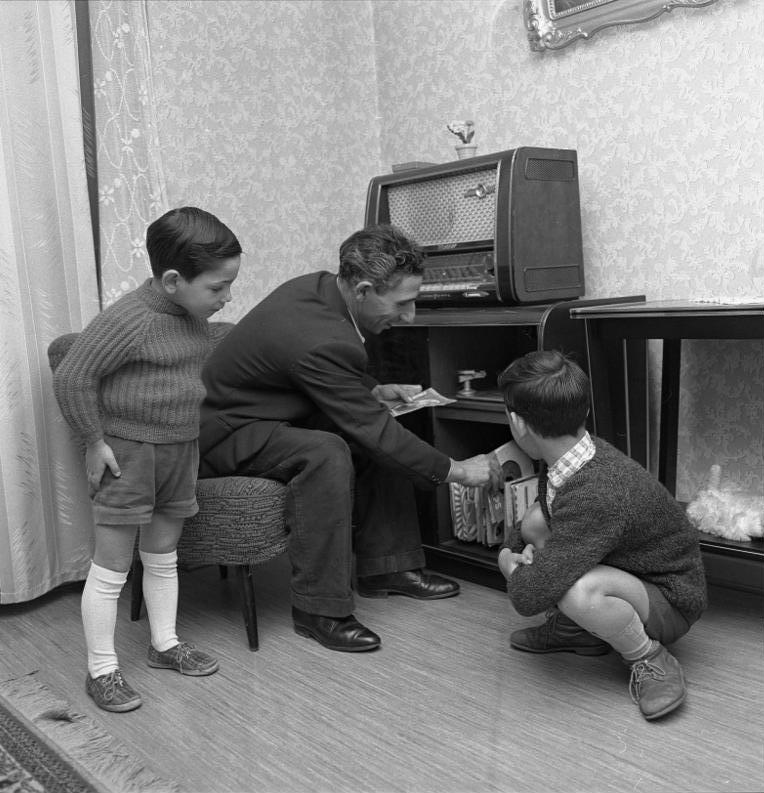
Italienische Zuwandererfamilie mit Radio (1962)

Das Ausländerprogramm der ARD besteht aus fremdsprachigen Hörfunksendungen und -programmen der ARD-Rundfunkanstalten, die sich ursprünglich seit den 1960er Jahren an Migranten in Deutschland richteten. Neben der allgemeinen Berichterstattung sollten die Sendungen dazu dienen, die Verbindung zum Heimatland zu halten, „als Orientierungshilfe für eine mögliche Rückkehr“. Heute wird mit solchen Angeboten ein integratives Ziel verfolgt.
Das Ausländerprogramm ist nicht zu verwechseln mit dem Auslandsrundfunk, der von der Deutschen Welle und bis in die 1990er Jahre hinein teilweise auch vom Deutschlandfunk betrieben wurde. Diese deutsch- und fremdsprachigen Sendungen richten sich an Hörer im Ausland.

## Geschichte

### Die Anfänge
Mit dem Einsetzen der Zuwanderung der sogenannten Gastarbeiter in die Bundesrepublik Deutschland nahmen die ARD-Anstalten Hörfunksendungen in den Muttersprachen der Zuwanderer in ihr Programm auf. Die älteste Sendung dieser Art ist die Mezz’Ora Italiana, die vom Saarländischen Rundfunk zuerst am 21. Oktober 1961 in italienischer Sprache ausgestrahlt wurde. Heute ist sie am Wochenende im Programm Antenne Saar zu hören. Außer dem SR produzierten auch der Bayerische Rundfunk und der Westdeutsche Rundfunk Sendungen in Fremdsprachen. Die erste türkische Sendung von Köln Radyosu war am 2. November 1964.

### Das gemeinsame „Gastarbeiterprogramm“ 1964–2002
Seit 1964 gab es ein tägliches Gastarbeiterprogramm, das vom BR und vom WDR produziert und von allen anderen Anstalten, außer dem MDR und dem ORB, ganz oder teilweise am Abend und am Wochenende übernommen wurde. Seit 1999 beteiligte sich auch der Sender Freies Berlin an der Produktion. Zu Anfang wurde über die damals neu eingeführten dritten Hörfunkprogramme gesendet. Die Sendungen begannen um 19 Uhr und dauerten bis etwa 22 Uhr. Gesendet wurde auf Italienisch, auf Griechisch und Türkisch sowie in den jugoslawischen Sprachen in unterschiedlicher Länge. Anfangs waren die Italienischsendungen des WDR nur eine Viertelstunde lang, später wurden die Ausgaben in allen Sprachen auf jeweils 45, später 40 Minuten verlängert.
Die Sendungen standen in Konkurrenz zu den osteuropäischen Programmen für Arbeitsmigranten, die von Radio Berlin International, Radio Prag, Radio Warschau und Radio Budapest ausgestrahlt wurden. Diese waren zudem für die meisten Betroffenen leichter zu empfangen, weil sie auf Mittelwelle ausgestrahlt wurden und die meisten Hörer damals über kein UKW-Radio verfügten. Die Mittelwelle sollte nicht mit den für westdeutsche Hörer „uninteressanten“ fremdsprachigen Programmen „blockiert“ werden, deshalb wurden sie auf den neuen UKW-Frequenzen gesendet.
Die Sendungen waren über Deutschland hinaus auch für die jeweiligen Heimatländer oft eine wichtige Informationsquelle und führten mitunter auch zu diplomatischen Verwicklungen, so etwa die spanischen Programme während der Zeit Francos oder die griechischen Sendungen während der dortigen Diktatur. 1972 wurde auf massiven politischen und wirtschaftlichen Druck hin sogar die Verlagerung der Gastarbeiterprogramme zum Deutschlandfunk diskutiert. Die politischen Kommentare auf Spanisch und Griechisch wurden daraufhin eingestellt.
Studien hatten ergeben, dass die Reichweite unter der Zielgruppe zeitweilig hoch war; im Sendegebiet des WDR hörte etwa die Hälfte aller gebürtigen Türken die Sendungen von Köln Radyosu. Mitte der 1970er Jahre schalteten viele die Sendungen, in denen es vor allem um praktische Lebenshilfe bis hin zum deutschen Arbeitsrecht und zur Sozialpolitik ging, mehrmals wöchentlich ein. Die Gewerkschaften lobten die Sendungen. In den 1990er Jahren war allerdings durch das Aufkommen des Satellitendirektempfangs und die Verfügbarkeit ausländischer Sender im Kabelfernsehen sowie dem Vordringen des Privatfernsehens ein Wendepunkt erreicht. 1996 schalteten nur noch etwa drei Prozent der nordrhein-westfälischen Türken regelmäßig die türkischen Sendungen des WDR ein. Durch die Zunahme des Formatradios wurden die Sendungen immer mehr auf die Mittelwellensender abgedrängt, was ihre Akzeptanz weiter schwächte. Bei der Einstellung der Sendungen durch den Hessischen Rundfunk im Jahr 2010 waren die Einschaltquoten schließlich „nicht mehr messbar“. Bei einigen Anstalten wurden die Sendungen in die neu eingerichteten interkulturellen Programme Radio Multikulti (RBB) und Funkhaus Europa (WDR, Radio Bremen) integriert. Seit der Einstellung von Multikulti entstand Anfang 2017 das gemeinsame Programm Cosmo, das seitdem von WDR, Radio Bremen und RBB betrieben wird. Das gemeinsame Ausländerprogramm der ARD endete im Jahr 2002.
Diese Veränderungen trafen übrigens in diesem Zeitraum auch die Ausländerprogramme im deutschen Fernsehen. Die Sender reagierten mehrfach kurzfristig mit Reformen ihrer Formate. Größere Veränderungen fielen in die Zeit nach der Wende 1989/1990, in der es im Zuge der vorausgegangenen Asyldebatte zu einer Reihe von rassistischen Ausschreitungen und Straftaten gekommen war, so in Hoyerswerda, Rostock-Lichtenhagen und in Mölln. Dem sollte mit integrativen und multikulturellen Inhalten entgegengewirkt werden. Das ZDF änderte Konzept und Gestaltung seiner wöchentlichen Sendung „Nachbarn in Europa“ seit 1983 mehrmals und übernahm dabei Nachrichtenbeiträge von ausländischen Partnersendern direkt, seit 1992 hieß die Sendung „Nachbarn – Ein Magazin für Ausländer und Deutsche“. Das Format wurde 1998 aus dem Programm genommen. In der ARD gab es ebenfalls größere Reformen von der Sendung „Ihre Heimat – Unsere Heimat“ hin zu dem WDR-Magazin „Babylon“ und der Talkshow „Vetro – Café mit Weitblick“, die beide 2003 durch Cosmo TV ersetzt wurden.

### Integration als „Querschnittsaufgabe“ seit 2003

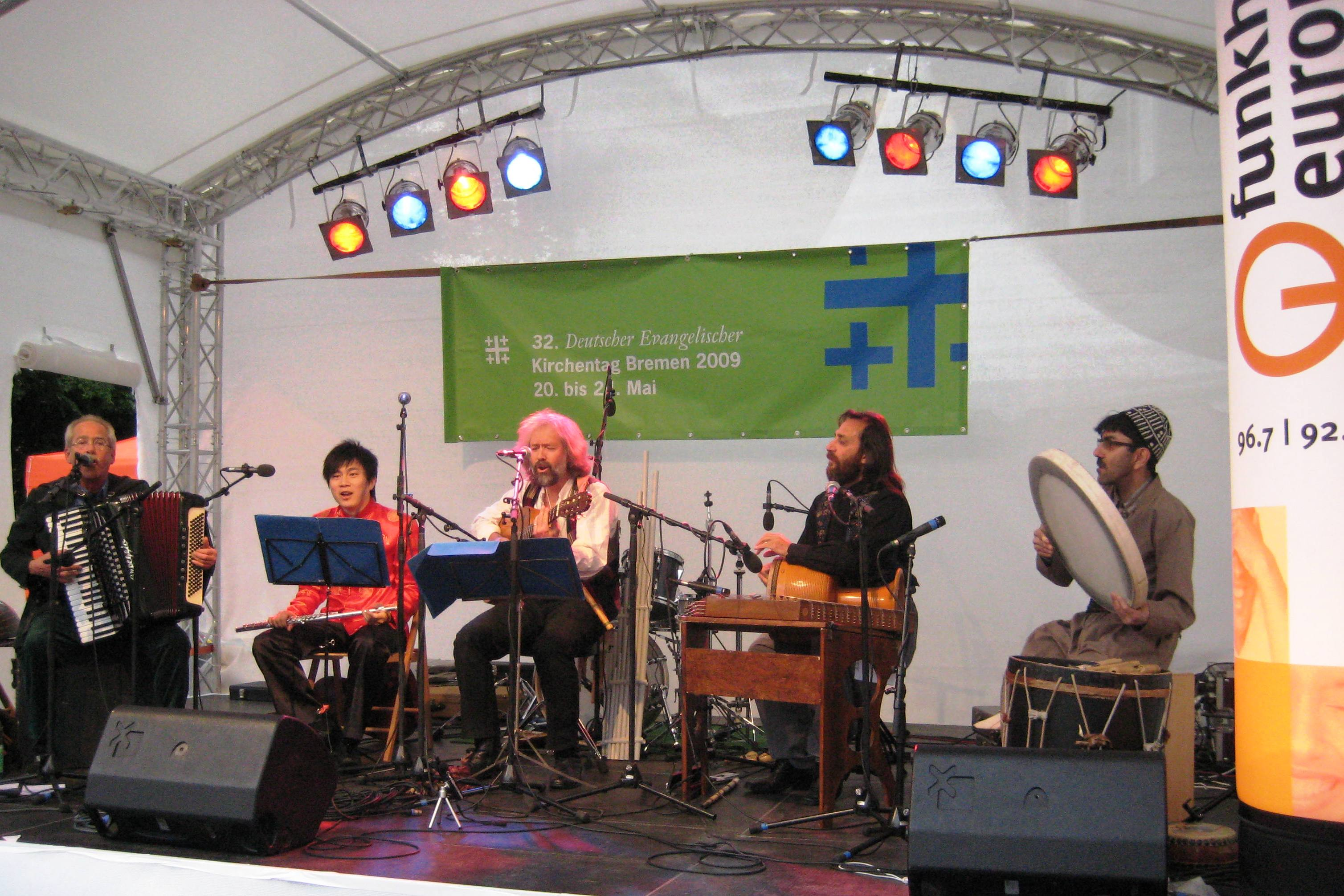
Veranstaltung von Funkhaus Europa beim Evangelischen Kirchentag in Bremen (2009)

Seit 2003 liegt es bei den einzelnen Landesanstalten, welche Radiosendungen sie in Fremdsprachen anbieten. Typisch sind seitdem multikulturelle Redaktionen und Schwerpunktsendungen in den Informationswellen. Beispielsweise unterhält der Südwestrundfunk eine Redaktion SWR International, die Beiträge zu allen Hörfunkprogrammen zuliefert und eigene Sendungen im Nachrichtenkanal SWRinfo hat. Der HR produzierte bis zur Abschaltung seines Mittelwellensenders Ende 2009 spanische und griechische Sendungen, während der WDR Beiträge auf Italienisch, Türkisch, Kurdisch, auf Arabisch (gemeinsam mit dem RBB) sowie in südslawischen Sprachen in den Austausch zwischen den ARD-Anstalten einbringt. Der Norddeutsche Rundfunk übernimmt zum Teil Sendungen aus dem Programm Funkhaus Europa. Letzteres ist das umfangreichste fremdsprachige Angebot dieser Art in der ARD. Es wird seit 1998 vom WDR gemeinsam mit Radio Bremen produziert. Das vier Jahre zuvor vom RBB gestartete Radio Multikulti wurde Ende 2008 eingestellt; seitdem beteiligt sich auch der RBB an Funkhaus Europa und übernimmt das Programm für sein Sendegebiet. Seit 2015 wurde im Rahmen von Funkhaus Europa auch ein Refugee Radio produziert, das Nachrichten auf Englisch und Arabisch für die Flüchtlinge in Deutschland bereitstellt.
Mit diesen Programmen, die sich seitdem nicht nur an ausländische Hörer, sondern auch an Deutsche richten und die rund um die Uhr senden, sollte auf die Veränderungen in der Gesellschaft reagiert werden. Sie dienen daher der Integration aller Bevölkerungsgruppen und Ethnien. Dieses Ziel könne mit rein fremdsprachigen Sendungen nicht erreicht werden, sie „dienen nicht der Integration, weil sie deutsche Sprachkenntnisse nicht befördern“, hieß es etwa beim Hessischen Rundfunk 2010. Hintergrund war ein Beschluss der ARD-Intendanten aus dem Jahr 2006, die Integration zu einer „Querschnittsaufgabe“ zu machen, die sich im gesamten Programm niederschlagen soll. Außerdem sollten Migranten verstärkt als Moderatoren gewonnen werden, so dass sie „als selbstverständliche Akteure und Verantwortungsträger, als Experten und Diskussionsteilnehmer in Talkrunden und Fictionformaten auftreten – unabhängig von einem ausländerspezifischen Zusammenhang.“ Der Schwerpunkt liegt seitdem nicht mehr auf dem Hörfunk, sondern auf dem Fernsehen.
Diesem Wechsel liegen eine Reihe von Untersuchungen aus der Medienforschung zugrunde. In der Studie „Migranten und Medien 2007“, die von ARD und ZDF durchgeführt worden war, hatte sich gezeigt, dass nur 47 Prozent der Migranten und der Deutschen mit Migrationshintergrund ab dem Alter von 14 Jahren täglich Radio hören, im Vergleich zu 84 Prozent der deutschen Erwachsenen. Auch die Dauer der Radionutzung unterschied sich deutlich: Ausländer hörten durchschnittlich nur 102 Minuten am Tag zu, bei den Deutschen lag die Nutzungsdauer bei 221 Minuten. Für die Nutzung von Fernsehen und Internet bestehen dagegen keine statistisch signifikanten Unterschiede. Die Radionutzung lag bei Personen türkischer Herkunft am niedrigsten (22 Prozent Radiohörer), bei den Polen war sie mit 72 Prozent am höchsten. Die Gründe für diese Unterschiede ist nicht untersucht worden, aus den Beobachtungen ergeben sich aber Hinweise: Etwa ein Viertel aller Migrantenhaushalte in der Studie hatte gar kein Radiogerät zur Verfügung. Für Nordrhein-Westfalen ergab sich ein Rückgang der Radionutzung, als die Einspeisung heimatsprachlicher Fernsehsender im analogen und im kostenpflichtigen Kabelnetz begann. Es bestehen aber auch traditionelle Gründe: Auch in den Herkunftsländern wird allgemein mehr ferngesehen, die Nutzung des Hörfunks ist weniger intensiv als hierzulande. Außerdem wird Musik aus den Heimatländern eher auf CDs, DVDs und über das Internet gehört als im Radio. Eine wichtige Rolle spiele auch die Haushaltsgröße, die bei Migrantenhaushalten im Durchschnitt doppelt so groß ist wie bei deutschen. Die Radionutzung sinkt mit der Personenzahl im Haushalt. Deutsche Sender wurden intensiver genutzt als heimatsprachliche Angebote, und zwar umso mehr, je höher der Bildungsabschluss war. Die Ergebnisse wurden in nachfolgenden Untersuchungen bestätigt. Die neueren Erhebungen unterscheiden sich von den älteren vor allem hinsichtlich der Differenziertheit, mit der die Bevölkerungsgruppen und ihre Gewohnheiten beschrieben werden.
Seit 2015 gibt es von WDR und NDR die Radiosendung Refugee Radio, ein Programm mit arabisch- und englischsprachigen Nachrichten für Flüchtlinge. Die Informationsangebote für die Zielgruppe auf Deutsch, Englisch, Arabisch und Farsi wurden seit 2016 in dem Internetangebot WDRforyou zusammengefasst. Kurznachrichten werden auch als Abonnement für den Facebook Messenger angeboten.
Zunehmend wird die Frage aufgegriffen, weshalb der Anteil von Journalisten und Moderatoren mit Migrationshintergrund oder mit nicht-weißer Hautfarbe im Rundfunk nicht deren Anteil an der Gesamtbevölkerung entspricht. Eine Rolle dabei könnte die Berufsausbildung im Journalismus spielen. Deren lange Dauer in Verbindung mit einer ungewissen beruflichen Zukunft bevorzugt  die Angehörigen aus Mittelschichtfamilien, die finanziell besser abgesichert sind, und benachteiligt somit mittelbar gesellschaftliche Aufsteiger, zu denen auch Personen mit Migrationshintergrund häufig immer noch gehören.

## Radiofeature
- Hadija Haruna-Oelker, Lorenz Rollhäuser: Die Öffentlich-Rechtlichen und die Migrationsgesellschaft – Dekolonisiert euch! In: Deutschlandfunk Kultur. 24. November 2020, abgerufen am 3. Januar 2021.
- Esther Saoub: Die Gastarbeiterprogramme der ARD – Integration durch Radio? In: SWR2 Wissen. Südwestrundfunk, 13. Oktober 2023, abgerufen am 15. Oktober 2023 (mit Manuskript).
- Esther Saoub: Die „Gastarbeiterprgramme“ der ARD. Einst unersetzliche Informationsquelle. In: Hintergrund. Deutschlandfunk, 15. Oktober 2023, abgerufen am 15. Oktober 2023.